# Токленд (Вашингтон)
Токленд (англ. Tokeland) — переписна місцевість (CDP) в США, в окрузі Пасифік штату Вашингтон. Населення — 158 осіб (2020).

## Географія
Токленд розташований за координатами 46°42′32″ пн. ш. 123°59′0″ зх. д. / 46.70889° пн. ш. 123.98333° зх. д. (46.708781, -123.983386).  За даними Бюро перепису населення США в 2010 році переписна місцевість мала площу 1,33 км², уся площа — суходіл.

## Демографія
Згідно з переписом 2010 року, у переписній місцевості мешкала 151 особа в 78 домогосподарствах у складі 41 родини. Густота населення становила 114 особи/км².  Було 186 помешкань (140/км²).
Расовий склад населення:
| - 92,1 % — білих - 6,6 % — корінних американців - 0,7 % — вихідців з тихоокеанських островів |

До двох чи більше рас належало 0,7 %. Частка іспаномовних становила 2,6 % від усіх жителів.
За віковим діапазоном населення розподілялося таким чином: 10,6 % — особи молодші 18 років, 55,6 % — особи у віці 18—64 років, 33,8 % — особи у віці 65 років та старші. Медіана віку мешканця становила 59,5 року. На 100 осіб жіночої статі у переписній місцевості припадало 91,1 чоловіків;  на 100 жінок у віці від 18 років та старших — 92,9 чоловіків також старших 18 років.
За межею бідності перебувало 33,3 % осіб, у тому числі 67,4 % дітей у віці до 18 років та 0,0 % осіб у віці 65 років та старших.
Цивільне працевлаштоване населення становило 76 осіб. Основні галузі зайнятості: публічна адміністрація — 32,9 %, сільське господарство, лісництво, риболовля — 22,4 %, виробництво — 21,1 %.